# Mitsuyasu Maeno
Mitsuyasu Maeno (前野 光保, Maeno Mitsuyasu, vers 1947 – 23 mars 1976) était un acteur qui a tourné dans des films érotiques roman porno. Il est mort dans une attaque kamikaze perpétrée sur la personne de Yoshio Kodama, un dirigeant d'extrême droite multi millionnaire impliqué dans l'affaire Lockheed.

## Biographie
Mitsuyasu Maeno, de son nom patronymique Shimoichiro Maeno, est né vers 1947. En 1967, il s'inscrit à des cours d'art dramatique auprès de l'université de Californie. Les deux mariages de Maeno se soldent par un divorce. Sa vie mouvementée est marquée par une tentative de suicide (ratée).
D'après son père, Maeno adhère aux thèses d'extrême-droite ultra-nationalistes sous l'influence de l'écrivain Yukio Mishima.
Au mois de novembre 1970, Mishima tente d'inciter les Forces japonaises d'auto-défense d'outrepasser la constitution japonaise de 1947. Constatant l'échec de ses tentatives pour restaurer une éthique de samouraï, Mishima fait seppuku.
Contrastant avec les dires de l'extrême-droite (120 000 en 1976), la droite « secrète » ou « romantique », dont fait partie Maeno, déteste la « Constitution japonaise de la Paix » de 1947 et adhère aux codes bushido des samouraïs. D'après des estimations de l'époque, ce groupe est fort de 10 000 à 30 000 membres vers le milieu des années 1970.
En 1971, Maeno assiste à une assemblée d'ultra-nationalistes à l'hôtel Okura de Tokyo. Une composition du dirigeant d'extrême-droite Yoshio Kodama, Le Chant de la Race, y est interprétée. Les paroles, que l'assemblée présente comme le nouvel hymne national, appellent à renverser le gouvernement et à restaurer la police impériale japonaise de la Seconde Guerre mondiale.
Kodama côtoie les gangsters et les ultra-nationalistes depuis les années de la guerre et a été emprisonné pendant deux ans comme criminel de guerre de classe A. Étant un des Japonais les plus puissants de l'après-guerre, il est amplement responsable de la résurgence des yakuzas.

Bien que Maeno n'ait aucun réel contact avec des politiciens, il est venu admirer un des dirigeants ultra-nationalistes en la personne de Kodama.

## Carrière
Maeno trouve difficilement du travail en tant qu'acteur de cinéma. Il débute dans les films érotiques en raison d'une meilleure rémunération. Vers 1976, les pinku eiga représentent les deux tiers de la production de films japonais. Nikkatsu, un des plus anciens studios japonais, fait sa spécialité de ce genre de films roses dès la fin de 1971. Au moment de son décès, Maeno a tourné dans une vingtaine de films roman porno pour la firme.
En 1976, il tourne Tokyo Emmanuelle (en), son rôle le plus connu, pour lequel il reçoit une récompense. Une des scènes marquante du film est celle dans laquelle Maeno a des rapports sexuels dans un avion en vol avec Kumi Tamaguchi, une actrice eurasienne très appréciée du public à cette époque et dont c'étaient les débuts chez Nikkatsu (elle avait, auparavant, tourné dans quelques films pour le compte de la firme Toei dont le célèbre Tokyo Deep Throat paru en 1975). Tokyo Emmanuelle est devenu, par la suite, le premier roman porno de la firme Nikkatsu à être distribué au Royaume-Uni.
Maeno est pilote amateur enregistré au Taiyo Fling Club. Il aurait confié à son instructeur de vol, Kiyoshi Yagi, qu'il avait l'intention d'écraser délibérément son avion sur l'habitation de Kodama avant l'attentat.

## L'affaire Lockheed
L'affaire Lockheed éclate au Japon au début de 1976 éclaboussant de hauts dignitaires japonais de la politique, dont Yoshio Kodama. Il est accusé d'avoir accepté $7 millions (€47 millions) de la Lockheed Corporation pour soudoyer des fonctionnaires et, par là, faciliter la vente de leurs avions. Kodama n'est pas emprisonné car il a été victime d'une attaque cérébrale en 1975. Il est assigné à résidence chez lui.
Mitsuyasu Maeno, déçu par cet homme qu'il avait admiré, exprime l'idée qu'il a trahi l'extrême-droite et parjuré le code des samouraïs qu'il avait épousé. La cause nationaliste à laquelle Kodama et Maeno avaient adhéré était, la plupart du temps, méconnue du public jusqu'à ce que Kodama soit impliqué dans le scandale de l'affaire Lockheed. Maeno qualifie Kodama de « personne scandaleuse » et considère que l'acceptation d'argent de la part de Lockheed par la caste de politiciens était un déshonneur national.

## L'attentat
Dans les premiers jours du mois de mars 1976, Maeno survole Setagaya près de la maison de Kodama afin de reconnaître le terrain avant l'attentat. Le matin du 23 mars 1976, Maeno arrive à l'aéroport de Chōfu accompagné de deux amis. Tous trois revêtent l'uniforme des pilotes kamikazes. Maeno informe les autorités de l'aéroport qu'ils vont louer un avion pour le tournage d'une scène kamikaze. Le vol doit préparer un spot publicitaire pour un film sur les bombardiers suicidaires. Peu avant 9 heures, l'acteur pose devant le Piper Cherokee qu'il a loué, dans son uniforme, une écharpe blanche au cou, un bandeau autour de la tête et l'image du Soleil levant cousu sur sa manche.
Maeno prend place dans un des avions et ses deux compagnons dans l'autre. Tous trois survolent Tokyo pendant près d'une heure. Maeno annonce à ses amis qu'il a un travail à accomplir à Setagaya et plus précisément près de l'habitation de Kodama. L'autre avion, transportant le preneur de vues, accompagne Maeno en direction de la maison de Kodama. Maneno survole la maison de Kodama à basse altitude, décrit deux cercles au-dessus d'elle puis plonge droit sur l'habitation. Un radio amateur déclare qu'à 9 h 50 il a entendu Maeno « JA3551 » (c'est le numéro de son avion); puis avec quelque émotion dans la voix : « Désolé, je ne me suis pas manifesté pendant un long moment. 天皇陛下バンザーイ, Tennō heika banzai! (Longue vie à l'Empereur !)  » après quoi la transmission cessa subitement.
Maeno s'est écrasé sur la véranda du deuxième étage. Il est mort sur le coup. Le feu a pris immédiatement embrasant le second étage de l'habitation et blessant deux employés de maison. Kodama se trouvant dans un autre endroit du bâtiment lors de l'attaque de Maeno était hors de danger à ce moment. Ses gardes du corps l'ont rapidement sorti dans une couverture puis se sont employés à éteindre l'incendie. En colère, les gardes s'en sont pris aux journalistes qui arrivaient sur les lieux. Ces derniers se sont ultérieurement plaints que la police les avait mis en garde de ne pas « provoquer ces messieurs ».
Lorsque l'attentat est connu, un groupe d'une vingtaine de manifestants d'extrême-droite arrive sur les lieux pour se heurter à la police en face de l'habitation de Kodama. De prime abord la police croit à une conspiration avant de confirmer que Maeno avait agi de sa propre initiative.

## Les réactions
Le suicide de Maeno a provoqué diverses réactions au Japon. D'après un article de l'Associated Press, beaucoup de Japonais ont ressenti de la sympathie pour l'acte de Maeno en raison de la honte associée au scandale de l'affaire Lockheed. Cette dernière a révélé au reste du monde un aspect répugnant de la classe politique japonaise. La population se sentait frustrée de ce qu'aucun nom des politiciens de haut rang qui avaient conclu un accord avec Kodama n'ait été révélé et qu'aucun d'eux traduit en justice.
Beaucoup de Japonais ont stigmatisé les motifs idéologiques qui ont poussé Maeno à cet attentat. Un éditorial du Mainichi Shimbun pose la question en ces termes « Est-il pensable qu'un jeune Allemand, qui n'est pas en temps de guerre, ait commis un suicide en uniforme nazi et en criant « Heil Hitler! » ? Survenant trente ans après la fin de la Seconde Guerre mondiale, l'attentat aérien de Maeno ressuscite le spectre de ce que les Japonais veulent oublier ».
Keiichi Ito, commandant en chef des forces japonaises d'autodéfense, dit que l'acte commis par Maeno était perpétré pour des motifs personnels et non pas pour des considérations patriotiques. Ito, lui-même un rescapé des tokkotai (unités de kamikazes), affirme que « Maeno interprétait, du haut d'une tribune, une scène destinée à promouvoir sa propre publicité, peu différent en cela du suicide de Mishima. Tous deux crânent à la face du monde ». Néanmoins, Ito recommande la technique d'attentat de Maeno. Commentant cette assertion, il affirme que si l'intention de Maeno était bien de tuer Kodama, il ne pouvait pas savoir l'endroit exact où il se trouverait dans la maison. Ito affirme également que le bombardement était « très adroit. Je lui donne la note plus élevée sur ce point.»
David Boulton, l'historien qui a le plus travaillé sur l'affaire Lockheed, écrit que l'attentat d'une des figures emblématiques de la politique par un acteur du film pornographique « résume convenablement l'obscénité de toute cette affaire ».

## Les suites de l'attentat
Kodama sortit sain et sauf de l'attentat et fut convoqué devant le juge en juin 1977. Le procès fut ajourné. Avant que le jugement ne soit rendu, Kodama, le 17 janvier 1984, subit une nouvelle attaque cérébrale et mourut en paix. Peu avant sa mort, le dirigeant d'extrême-droite s'est estimé puni pour avoir accepté de l'argent de Lockheed, une société qui avait construit des avions au cours de la Seconde Guerre mondiale pour combattre le Japon.
Dans les années qui ont suivi la mort de l'artiste, les roman porno qu'il interprétait sont devenus des films culte parmi les enthousiastes du genre. Près de 30 ans après sa mort, la carrière d'acteur de Maeno reçoit une reconnaissance posthume pour son interprétation la plus connue : Tokyo Emmanuelle. L'écrivain Antonio Skármeta, à travers son roman Le Danseur et  le voleur, paru en 2003 fait revivre Maeno sous les traits du personnage principal du roman, Angel. Celui-ci rencontre la femme dont il devient éperdument amoureux devant une salle de cinéma japonaise. On y projette le film Tokyo Emmanuelle dont l'affiche publicitaire mentionnant la distribution - le nom de Maeno y est mal orthographié en "Mitsuyaso Mainu" - devient le point de rencontre des deux tourtereaux.